# Битка при Силарус
Битката при Силарус (Silarus) е битка, която се състои през 212 пр.н.е. през Втората пуническа война при река Силарус (дн. река Селе, Италия) между Римската република с командир претор Марк Центений Пенула и Картаген с Ханибал в Югозападна Италия.
Битката завършва с пълна победа на Картаген. Марк Центений Пенула пада убит, 15 000 римляни са убити и около 1000 пленени, около 1000 души успяват да избягат.